# Skyddsgrundsdirektivet
Skyddsgrundsdirektivet, eller direktiv 2011/95/EU, även känt som skyddsdirektivet, är ett europeiskt direktiv som fastställer normer för när tredjelandsmedborgare eller statslösa personer ska anses berättigade till internationellt skydd inom Europeiska unionen. Direktivet fastställer minimivillkor för att en person ska beviljas asyl, en grundläggande rättighet enligt stadgan om de grundläggande rättigheterna och en central del av den gemensamma asylpolitiken. Det antogs av Europaparlamentet och Europeiska unionens råd den 13 december 2011, och skulle vara införlivat av medlemsstaterna senast den 21 december 2013. Direktivet är en omarbetning av det tidigare skyddsgrundsdirektivet från 2004.
Skyddsgrundsdirektivet fastställer två grunder för att bevilja internationellt skydd, dels flyktingstatus i enlighet med flyktingkonventionen, dels alternativt skyddsbehövande. Direktivet fastställer också på vilka grunder medlemsstaterna kan återta eller vägra förnyelse av status som skyddsbehövande.
Skyddsgrundsdirektivet omfattar alla Europeiska unionens medlemsstater, utom Danmark och Irland, som på grund av sina undantagsklausuler på området med frihet, säkerhet och rättvisa står utanför. Irland omfattas dock av det tidigare skyddsgrundsdirektivet från 2004.

## Reform

### Nytt förslag 2016
Under 2016 presenterade Europeiska kommissionen en rad förslag till förändringar i den gemensamma asylpolitiken till följd av migrationskrisen i Europa. Ändringar av skyddsgrundsdirektivet föreslås för att strama upp kraven för att en person ska kunna erhålla asyl. Samtidigt föreslogs direktivet ersättas av en förordning, som skulle göra bestämmelserna direkt tillämpliga inom hela unionen. Förslaget måste behandlas av Europaparlamentet och Europeiska unionens råd i enlighet med det ordinarie lagstiftningsförfarandet innan det kan träda i kraft.
I september 2020 presenterade kommissionen ett uppdaterat förslag till ny asylpolitik där förslaget till ny skyddsgrundsförordning från 2016 behölls.